# Tour de Vendée 2013
La 42e édition du Tour de Vendée a eu lieu le 6 octobre 2013. Elle a été remportée au sprint par le Français Nacer Bouhanni devant ses compatriotes Samuel Dumoulin et Steven Tronet. Il s'agit de la dernière épreuve de la Coupe de France de cyclisme sur route 2013.
L'épreuve fait partie de l'UCI Europe Tour 2013 en catégorie 1.HC.

## Présentation

### Équipes
Classé en catégorie 1.HC de l'UCI Europe Tour, le Tour de Vendée est par conséquent ouvert aux UCI ProTeams dans la limite de 70 % des équipes participantes, aux équipes continentales professionnelles, aux équipes continentales françaises et à une équipe nationale française.
16 équipes participent à ce Tour de Vendée : 4 ProTeams, 8 équipes continentales professionnelles et 3 équipes continentales :
| Nom de l'équipe  | Pays     | Code |
| ---------------- | -------- | ---- |
| AG2R La Mondiale | France   | ALM  |
| FDJ.fr           | France   | FDJ  |
| Vacansoleil-DCM  | Pays-Bas | VCD  |

| Nom de l'équipe         | Pays   | Code |
| ----------------------- | ------ | ---- |
| BigMat-Auber 93         | France | BIG  |
| La Pomme Marseille      | France | LPM  |
| Roubaix Lille Métropole | France | RLM  |

| Nom de l'équipe              | Pays     | Code |
| ---------------------------- | -------- | ---- |
| Accent Jobs-Wanty            | Belgique | AJW  |
| Androni Giocattoli-Venezuela | Italie   | AND  |
| Bretagne-Séché Environnement | France   | BSE  |
| Caja Rural-Seguros RGA       | Espagne  | CAJ  |
| Cofidis                      | France   | COF  |
| Crelan-Euphony               | Belgique | CRE  |
| Europcar                     | France   | EUC  |
| RusVelo                      | Russie   | RVL  |
| Sojasun                      | France   | SOJ  |
| Topsport Vlaanderen-Mercator | Belgique | TSV  |

## Classement final
|    | Coureur             | Pays     | Équipe                       |    | Temps           |
| -- | ------------------- | -------- | ---------------------------- | -- | --------------- |
| 1  | Nacer Bouhanni      | France   | FDJ.fr                       | en | 4 h 37 min 52 s |
| 2  | Samuel Dumoulin     | France   | AG2R La Mondiale             | +  | m.t             |
| 3  | Steven Tronet       | France   | BigMat-Auber 93              |    | m.t             |
| 4  | Laurent Pichon      | France   | FDJ.fr                       |    | m.t             |
| 5  | Michael Van Staeyen | Belgique | Topsport Vlaanderen-Baloise  |    | m.t             |
| 6  | Bryan Coquard       | France   | Europcar                     |    | m.t             |
| 7  | Yannick Martinez    | France   | La Pomme Marseille           |    | m.t             |
| 8  | Julien Simon        | France   | Sojasun                      |    | m.t             |
| 9  | Alessandro Malaguti | Italie   | Androni Giocattoli-Venezuela |    | m.t             |
| 10 | Romain Feillu       | France   | Vacansoleil-DCM              |    | m.t             |

## Liste des participants
- Liste de départ complète